# Apristurus acanutus
Apristurus acanutus es una especie de peces de la familia Scyliorhinidae en el orden de los Carcharhiniformes.

## Morfología
• Los machos pueden llegar alcanzar los 51,6 cm de longitud total.

## Reproducción
Son ovovivíparos

## Distribución geográfica
Se encuentra en las  costas del Mar de la China Meridional.